# Ceratophysella
Genre
Ceratophysella est un genre de collemboles de la famille des Hypogastruridae.

## Liste des espèces
Selon Checklist of the Collembola of the World (version du 7 novembre 2019) :
- Ceratophysella adexilis Stach, 1964
- Ceratophysella ainu (Yosii, 1972)
- Ceratophysella alachuensis Skarzynski, 2007
- Ceratophysella alani (Babenko, 1994)
- Ceratophysella annae (Babenko, 1994)
- Ceratophysella anshanensis (Wu & Xie, 2007)
- Ceratophysella armata (Nicolet, 1842)
- Ceratophysella ateruii (Tamura, 2001)
- Ceratophysella attenuata (Gisin, 1960)
- Ceratophysella baichengensis Wu & Yin, 2007
- Ceratophysella baltica (Tyagi & Baijal, 1982)
- Ceratophysella bengtssoni (Ågren, 1904)
- Ceratophysella biclavata Park & Park, 2006
- Ceratophysella biloba (Christiansen & Bellinger, 1980)
- Ceratophysella bispinata Loksa, 1977
- Ceratophysella boletivora (Packard, 1873)
- Ceratophysella borealis Martynova, 1977
- Ceratophysella brevis (Christiansen & Bellinger, 1980)
- Ceratophysella brevisensillata Yosii, 1961
- Ceratophysella californica (Bacon, 1914)
- Ceratophysella caucasica Martynova, 1964
- Ceratophysella cavicola (Börner, 1901)
- Ceratophysella citri (Bacon, 1914)
- Ceratophysella communis (Folsom, 1898)
- Ceratophysella communis Denis, 1924
- Ceratophysella comosa Nakamori, 2013
- Ceratophysella cylindrica Cassagnau, 1959
- Ceratophysella czelnokovi Martynova, 1978
- Ceratophysella czukczorum Martynova & Bondarenko, 1978
- Ceratophysella denisana (Yosii, 1956)
- Ceratophysella densornata (Maynard, 1951)
- Ceratophysella denticulata (Bagnall, 1941)
- Ceratophysella dolsana (Lee & Kim, 1995)
- Ceratophysella duplicispinosa (Yosii, 1954)
- Ceratophysella empodialis (Babenko, 1994)
- Ceratophysella engadinensis (Gisin, 1949)
- Ceratophysella engeli Ellis, 1968
- Ceratophysella falcifer Cassagnau, 1959
- Ceratophysella flectoseta Lin & Xia, 1983
- Ceratophysella franzi (Butschek & Gisin, 1949)
- Ceratophysella fujisana Itoh, 1985
- Ceratophysella gibbomucronata (Hammer, 1953)
- Ceratophysella gibbosa (Bagnall, 1940)
- Ceratophysella glancei Hammer, 1953
- Ceratophysella granulata Stach, 1949
- Ceratophysella granulifera Yosii, 1962
- Ceratophysella guthriei (Folsom, 1916)
- Ceratophysella hermosa (Wray, 1953)
- Ceratophysella hiawatha (Yosii, 1962)
- Ceratophysella horrida (Yosii, 1960)
- Ceratophysella hystrix (Handschin, 1924)
- Ceratophysella impedita Skarzynski, 2002
- Ceratophysella indica Salmon, 1956
- Ceratophysella indovaria Salmon, 1970
- Ceratophysella ionescui (Börner, 1922)
- Ceratophysella isabellae Fjellberg, 1985
- Ceratophysella jondavi (Wray, 1946)
- Ceratophysella jonescoi (Bonet, 1930)
- Ceratophysella kapoviensis (Babenko, 1994)
- Ceratophysella katraensis (Tyagi & Baijal, 1982)
- Ceratophysella kennethi Skarzynski, 2007
- Ceratophysella kolchidica (Babenko, 1994)
- Ceratophysella krafti (Scott, 1962)
- Ceratophysella kutyrevae Babenko, 1994
- Ceratophysella laricis Martynova, 1977
- Ceratophysella lawrencei (Gisin, 1963)
- Ceratophysella liguladorsi (Lee, 1974)
- Ceratophysella lobata Babenko & Skarzynski, 2011
- Ceratophysella longispina (Tullberg, 1877)
- Ceratophysella loricata (Yosii, 1960)
- Ceratophysella lucifuga (Packard, 1888)
- Ceratophysella macrocantha Stach, 1946
- Ceratophysella macrospinata (Maynard, 1951)
- Ceratophysella maheuxi (Butler, 1966)
- Ceratophysella maya Yosii, 1962
- Ceratophysella meridionalis (Nosek & Cervek, 1967)
- Ceratophysella michalinae Skarzynski, 2005
- Ceratophysella microchaeta (Babenko, 1994)
- Ceratophysella mocambicensis Cardoso, 1973
- Ceratophysella moroni Villalobos & Palacios-Vargas, 1986
- Ceratophysella morula Deharveng & Bourgeois, 1991
- Ceratophysella mosquensis (Becker, 1905)
- Ceratophysella mucronata Deharveng & Bourgeois, 1991
- Ceratophysella multilobata Skarzynski, 2006
- Ceratophysella najtae Villalobos & Palacios-Vargas, 1986
- Ceratophysella narkandae (Baijal, 1955)
- Ceratophysella nataliae Cipola, Bellini & Palacios-Vargas, 2017
- Ceratophysella neomeridionalis Nosek & Cervek, 1970
- Ceratophysella norensis Cassagnau, 1964
- Ceratophysella orizabae Yosii, 1962
- Ceratophysella palustris Martynova, 1978
- Ceratophysella paraliguladorsi Nguyen, 2001
- Ceratophysella pauciseta Greenslade, Ireson & Skarzynski, 2014
- Ceratophysella pecki (Christiansen & Bellinger, 1980)
- Ceratophysella penicillifer Cassagnau, 1964
- Ceratophysella pilosa (Yosii, 1956)
- Ceratophysella planipila Yosii, 1966
- Ceratophysella platyna Park & Park, 2006
- Ceratophysella pratorum (Packard, 1873)
- Ceratophysella proserpinae (Yosii, 1956)
- Ceratophysella quinquesetosa Gisin, 1958
- Ceratophysella recta Cassagnau, 1959
- Ceratophysella richardi Skarzynski & Christiansen, 2008
- Ceratophysella robustiseta (Skarzynski & Smolis, 2006)
- Ceratophysella rogerarlei Palacios-Vargas, Bellini & Cipola, 2017
- Ceratophysella sakayorii Tamura, 1997
- Ceratophysella scotica (Carpenter & Evans, 1899)
- Ceratophysella scotti Yosii, 1962
- Ceratophysella sedecimocellata (Yosii, 1962)
- Ceratophysella semnacantha (Börner, 1912)
- Ceratophysella sextensis Cassagnau, 1968
- Ceratophysella sibirica Martynova, 1974
- Ceratophysella sigillata (Uzel, 1891)
- Ceratophysella silvatica Rusek, 1964
- Ceratophysella sinensis Stach, 1964
- Ceratophysella sinetertiaseta (Lee, 1974)
- Ceratophysella skarzynskii Weiner & Sun, 2019
- Ceratophysella snideri (Skarzynski, 2007
- Ceratophysella sphagni (Becker, 1905)
- Ceratophysella stercoraria (Stach, 1963)
- Ceratophysella subhorrida (Babenko, 1994)
- Ceratophysella succinea (Gisin, 1949)
- Ceratophysella taiguensis Jia, Skarzynski & Li, 2010
- Ceratophysella tergilobata (Cassagnau, 1954)
- Ceratophysella toemoesvaryi (Loksa, 1964)
- Ceratophysella tolteca Yosii, 1962
- Ceratophysella troglodytes (Yosii, 1956)
- Ceratophysella tuberculata Cassagnau, 1959
- Ceratophysella tupamara Palacios-Vargas & Bocanegra, 2012
- Ceratophysella vargovychi Skarzynski, Kaprus & Shrubovych, 2001
- Ceratophysella varians (Stach, 1967)
- Ceratophysella virga (Christiansen & Bellinger, 1980)
- Ceratophysella vulgaris (Yosii, 1960)
- Ceratophysella wallmoi (Fjellberg, 1985)
- Ceratophysella wrayia (Uchida & Tamura, 1968)
- Ceratophysella xiaoi (Tamura, 1998)
- Ceratophysella yakushimana Yosii, 1965
- Ceratophysella yinae (Yue & Fu, 2000)
- Ceratophysella zhangi (Zhao, 1998)

## Publication originale
- Börner, 1932 : Apterygota. Fauna von Deutschland, Auflage 4. Leipzig, p. 136–143.